# Owen Teale
Owen Teale (Swansea, 20 maggio 1961) è un attore gallese.

## Biografia
Molto attivo nella televisione e nel teatro, è noto principalmente per il suo ruolo di Ser Alliser Thorne nella serie televisiva Il Trono di Spade. Nel 1997 è stato premiato con il Tony Award al miglior attore non protagonista in uno spettacolo per la sua interpretazione di Torvald Helmer in Casa di bambola di Henrik Ibsen.

## Filmografia

### Cinema
- War Requiem, regia di Derek Jarman (1989)
- The Hawk, regia di David Hayman (1993)
- Marco Polo: Haperek Ha'aharon, regia di Rafi Bukai (1996)
- Il giardino dei ciliegi (The Cherry Orchard), regia di Michael Cacoyannis (1999)
- The Search for John Gissing, regia di Mike Binder (2001)
- Jack Brown and the Curse of the Crown, regia di Andrew Gillman (2004)
- King Arthur, regia di Antoine Fuqua (2004)
- L'ultima legione (The Last Legion), regia di Doug Lefler (2007)
- Inconceivable, regia di Mary McGuckian (2008)
- Love Me Forever, regia di Åsa Faringer e Ulf Hultberg (2008)
- It's Alive, regia di Josef Rusnak (2008)
- Hunky Dory, regia di Marc Evans (2011)
- The Fold, regia di John Jencks (2013)
- Tolkien, regia di Dome Karukoski (2019)
- Dream Horse, regia di Euros Lyn (2020)

### Televisione
- The Mimosa Boys – film TV (1984)
- Doctor Who – serie TV, 2 episodi (1985)
- David Copperfield – miniserie TV (1986)
- One by One – serie TV, 1 episodio (1987)
- Knights of God – serie TV, 5 episodi (1987)
- The Fifteen Streets – film TV (1989)
- Waterfront Beat – serie TV, 8 episodi (1990)
- Boon – serie TV, 1 episodio (1990)
- Robin Hood - La leggenda (Robin Hood), regia di John Irvin – film TV (1991)
- Great Expectations – miniserie TV (1991)
- The Vacillations of Poppy Carew – film TV (1995)
- Dangerous Lady – serie TV, 4 episodi (1995)
- Sbirri da sballo (The Thin Blue Line) – serie TV, 1 episodio (1995)
- Ruth Rendell Mysteries – serie TV, 2 episodi (1996)
- Dangerfield – serie TV, 1 episodio (1996)
- La guerre des moutons – film TV (1996)
- Wilderness – serie TV, 1 episodio (1996)
- Death of a Salesman – film TV (1996)
- Cleopatra – serie TV (1999)
- Ballykissangel – serie TV, 9 episodi (1999)
- Beast – serie TV, 1 episodio (2001)
- Conspiracy - Soluzione finale (Conspiracy) – film TV (2001)
- Ted and Alice – miniserie TV (2002)
- Judas – film TV (2004)
- Island at War – miniserie TV (2004)
- Spooks – serie TV, 1 episodio (2004)
- Donovan – serie TV, 1 episodio (2005)
- L'ispettore Barnaby (Midsomer Murders) – serie TV, episodio 8x05 (2005)
- Murphy's Law – serie TV, 5 episodi (2005)
- Marian, Again – film TV (2005)
- Murder in Rome – film TV (2005)
- Torchwood – serie TV, 1 episodio (2006)
- Tsunami (Tsunami - The Aftermath) – miniserie TV (2006)
- Lewis – serie TV, 1 episodio (2007)
- The Last Detective – serie TV, 1 episodio (2007)
- The Children – miniserie TV (2008)
- Silk – serie TV, 2 episodi (2011)
- Il Trono di Spade (Game of Thrones) – serie TV, 19 episodi (2011, 2014-2016)
- Kidnap and Ransom – serie TV, 3 episodi (2012)
- The Hollow Crown – serie TV, 1 episodio (2012)
- Line of Duty – serie TV, 3 episodi (2012)
- Stella – serie TV, 20 episodi (2012-2013)
- Under Milk Wood – film TV (2014)
- River – miniserie TV (2015)
- Ripper Street – serie TV, 1 episodio (2016)
- A Discovery of Witches - Il manoscritto delle streghe (A Discovery of Witches) – serie TV, 18 episodi (2018-2022)
- The Rig – serie TV, 6 episodi (2022-)

### Cortometraggi
- Auto da Fe (2002)
- A Meeting At Last (2008)
- Act of Memory: A Christmas Story (2011)

## Doppiatori italiani
Nelle versioni in italiano delle opere in cui ha recitato, Owen Teale è stato doppiato da:
- Luca Dal Fabbro in Robin Hood - La leggenda
- Stefano Mondini ne Il Trono di Spade
- Edoardo Siravo in Tolkien
- Ambrogio Colombo in A Discovery of Witches - Il manoscritto delle streghe
- Paolo Marchese in Dream Horse